# Kopalnia Węgla Kamiennego „Wanda-Lech”

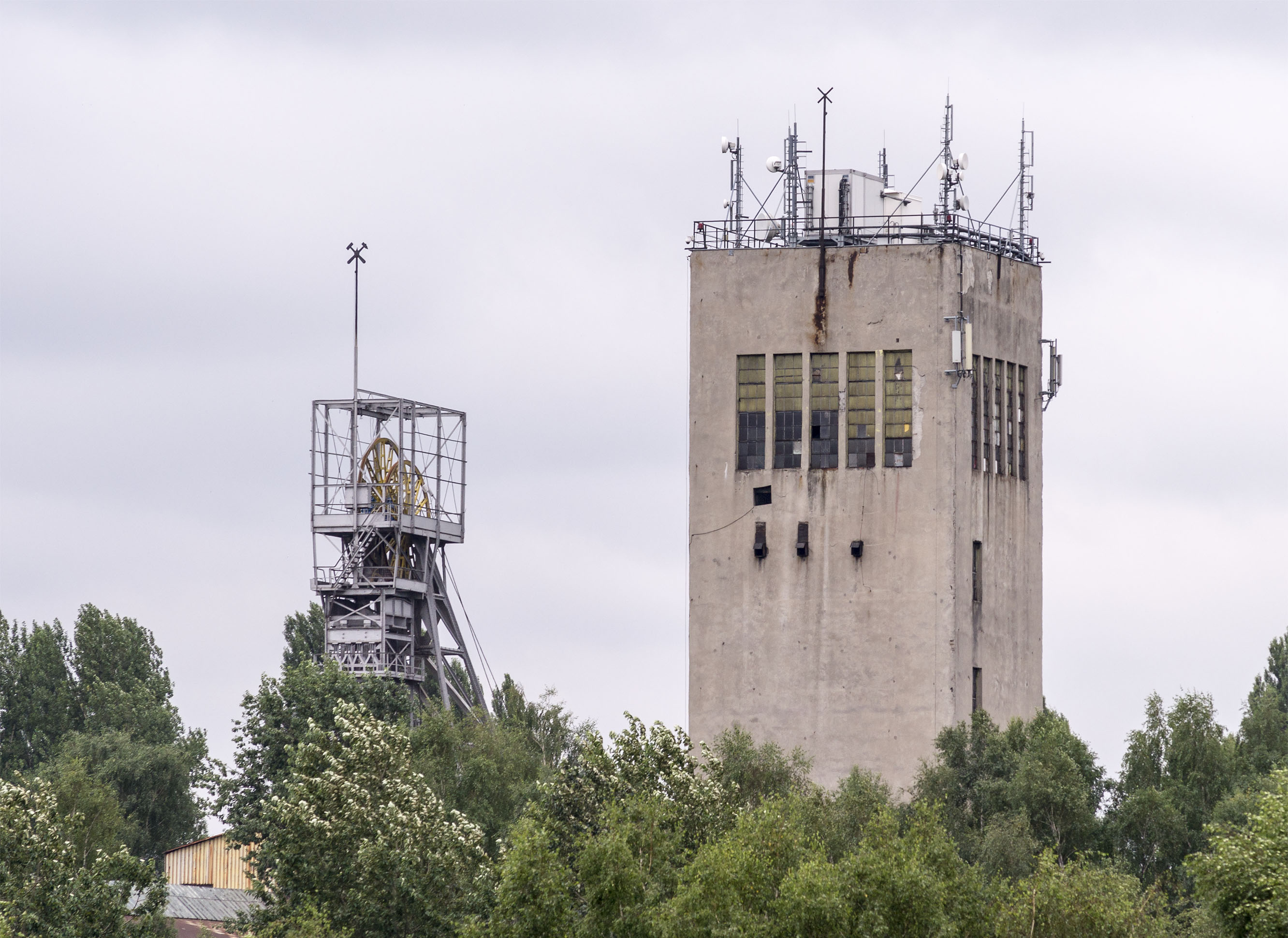
Wieże szybów Lech I i Lech II (2013)

Kopalnia Węgla Kamiennego „Wanda-Lech” – głębinowa kopalnia węgla kamiennego działająca w latach 1938–1968 w Nowym Bytomiu (obecnie Ruda Śląska).

## Historia
Powstała formalnie z dniem 1 lutego 1938 r. poprzez przyłączenie do kopalni „Wanda” szybu wydobywczego „Lech” (niem. „Hillebrand”), zbudowanego w latach 1904–1905 i stanowiącego wcześniej jeden z zakładów produkcyjnych kopalni „Błogosławieństwo Boże” w Wirku.
Właścicielem kopalni była początkowo spółka Godula SA w Chebziu (obecnie Ruda Śląska), po 1945 r. Rudzkie Zjednoczenie Przemysłu Węglowego, a później Bytomskie Zjednoczenie Przemysłu Węglowego. Kopalnia została zlikwidowana w 1968 r..

## Wydobycie
Wydobycie w 1938 r. wyniosło 875 198 ton, zaś w roku 1965 – 1 214 563 ton.